# Parachute

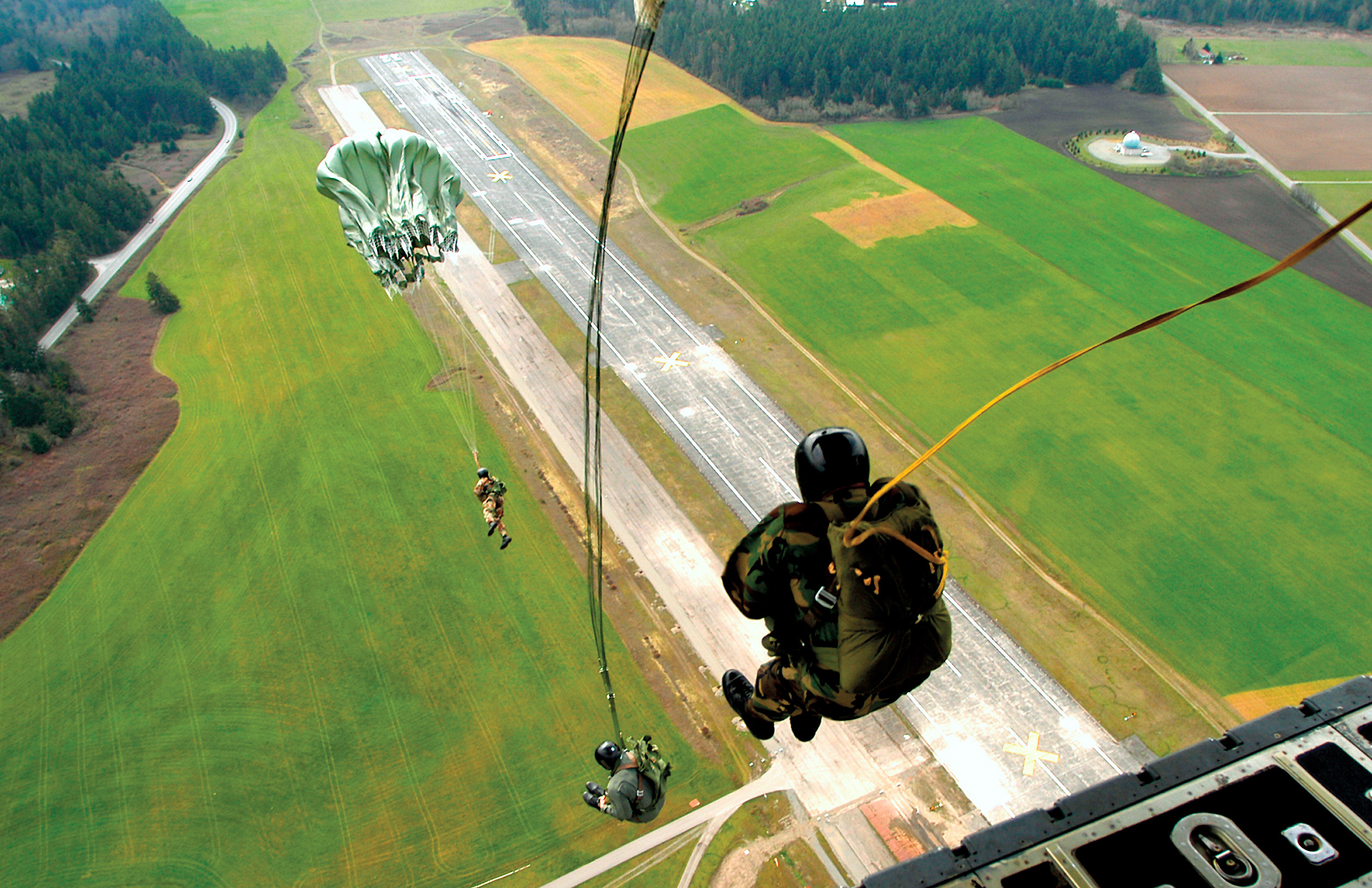
parachutesprong (opening parachute d.m.v. een static line)

Een parachute of valscherm is een hulpmiddel waarmee iets of iemand in het zwaartekrachtveld van een hemellichaam zijn snelheid kan afremmen door wrijving met de atmosfeer.
Men spreekt van parachutespringen of valschermspringen wanneer een persoon een valscherm gebruikt.

## Etymologie
Het woord parachute is in 1824 gevormd door de Franse ballonvaarder François Blanchard. Hij zou het woord gevormd hebben uit het voorvoegsel para-, dat "bescherming tegen" uitdrukt en afgeleid is van het Italiaanse parare ("beschutten, afweren"), mogelijk via de gebiedende wijs para, en/of van het Latijnse parare en het Franse chute ("val"). Van Dale Groot woordenboek van de Nederlandse taal leidt het eerste deel echter af van het Oudgriekse παρά, para. Het eerste deel van het vergelijkbare woord parasol leidt Van Dale echter wel weer af van het Italiaanse parare. Het woord "valscherm" is een leenvertaling die ook in andere Germaanse talen bestaat. Bijvoorbeeld: valskerm in het Afrikaans, Fallschirm in het Duits, Faldskærm in het Deens, Fallskjerm in het Noors en Fallskärm in het Zweeds.

## Geschiedenis

### Pioniers
De eerste parachutesprongen werden gemaakt in China, waarschijnlijk in de veertiende eeuw. Leonardo da Vinci was de eerste westerse wetenschapper die - in 1483 - een ontwerp maakte in de vorm van een piramide die open was aan de onderzijde. De eerste sprong vanaf een toren werd in 1783 gemaakt door de fysicus Louis-Sébastien Lenormand. Hij gebruikte daarvoor een stijf valscherm. Op 22 oktober 1797 deed de Fransman André-Jacques Garnerin de eerste parachutesprong vanuit een luchtballon. De open parachute bestond uit een mand onder een doek van zijde, versterkt met palen om hem open te houden. Een ballon bracht hem tot een hoogte van vele honderden meters waarna Garnerin de touwen doorsneed waarmee hij onder aan de ballon bevestigd was. De Fransman landde veilig op de grond waar een grote menigte hem een ovatie gaf. Enkele jaren later werd een parachute ontwikkeld zonder verstijvingen om hem open te houden. 

### Moderne parachute

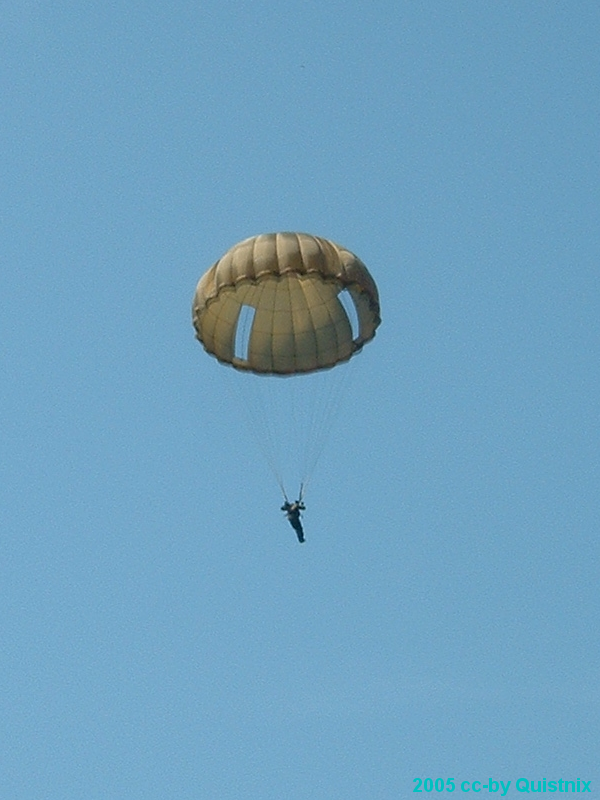
Niet-bestuurbare parachute met traditionele ronde vorm

De oorsprong van de moderne parachute ligt in de periode voor en tijdens de Eerste Wereldoorlog. De Rus Gleb Kotelnikov, die tijdens een vliegshow in 1911 een vliegtuig zag crashen, bedacht dat de piloot zich met een goede parachute had kunnen redden. Hij zou deze standaard moeten dragen, bij voorbeeld doordat ze aan het uniform was bevestigd. Ze zou automatisch moeten openen maar ook handmatig kunnen worden ontvouwen. Kotelnikov kreeg er bij de Russische legerleiding aanvankelijk geen steun voor: de generaals waren bang dat de piloten met zo'n valscherm lichtvaardig hun toestel zouden verlaten, en dat zo te veel vliegtuigen verloren zouden gaan. Zo kwam het initiatief bij de Amerikanen terecht. Testpiloot James Floyd Smith en filmstuntman Leslie Irvin kwamen beiden met een ontwerp, en werden door de luchtmacht samen met enkele anderen in een commissie gezet om de parachute verder te ontwikkelen.
Kort daarna begon men valschermspringen ook als hobby, voor de sport, te beoefenen. De Amerikaan Leslie Irvin maakte in 1919 als eerste een vrije val met aansluitende parachutesprong. Dit was het eigenlijke begin van parachutespringen als sport, hoewel het pas na de Tweede Wereldoorlog echt doorbrak als buitensport voor het grote publiek.
Tijdens de Tweede Wereldoorlog kwam een nieuwe toepassing van het valscherm tot ontwikkeling. Het werd aangewend voor het droppen van soldaten, voorraden en uitrustingsstukken achter het front. Deze toepassing kan de vorm aannemen van zowel kleinschalige commandoacties als van de inzet van parachutisten in het kader van grootschalige luchtlandingsoperaties.
Sinds de jaren 60 en 70, het tijdperk van ruimtereizen, is de parachute veelvuldig gebruikt om ruimtecapsules bij het neerkomen op Aarde en andere hemellichamen met een atmosfeer (extra) af te remmen.
Tijdens de Vietnamoorlog ontwikkelden de Amerikanen een speciale rechthoekige vorm, waardoor men tijdens het neerkomen grote horizontale afstanden kon afleggen. Neergeschoten piloten konden zich zo meestal redden door van het land weg te glijden en in de buurt van Amerikaanse oorlogsschepen neer te komen. Deze "vliegende matras", werd de voorloper van de latere square parachutes en de parapente.
Op dit ogenblik wordt de ronde parachute op individueel vlak enkel nog gebruikt als noodvalscherm en ook hiervoor is het einde in zicht. Soms is het valscherm nog in gebruik bij parasailing.
Bij een ronde parachute kun je niet spreken van vliegen. De definitie van vliegen is: zich op vleugels in de lucht bewegen.
Het gebruik van de ronde parachute als middel voor de buitensport parachutespringen is verdrongen door de vierkante parachute, omdat deze wel bestuurbaar is. Men kan hiermee zweven en zelf een landingsplek binnen het bereik van de parachute uitkiezen.
Het gebruik van de parapente als individueel middel voor buitensport wordt sterk aangevuld maar niet volledig verdrongen door de paramotor of gemotoriseerd glijschermvliegen omdat er naast de bestuurbaarheid ook de mogelijkheid van stijgen en dalen is. Men kan dus van reëel vliegen spreken.

## Gebruik

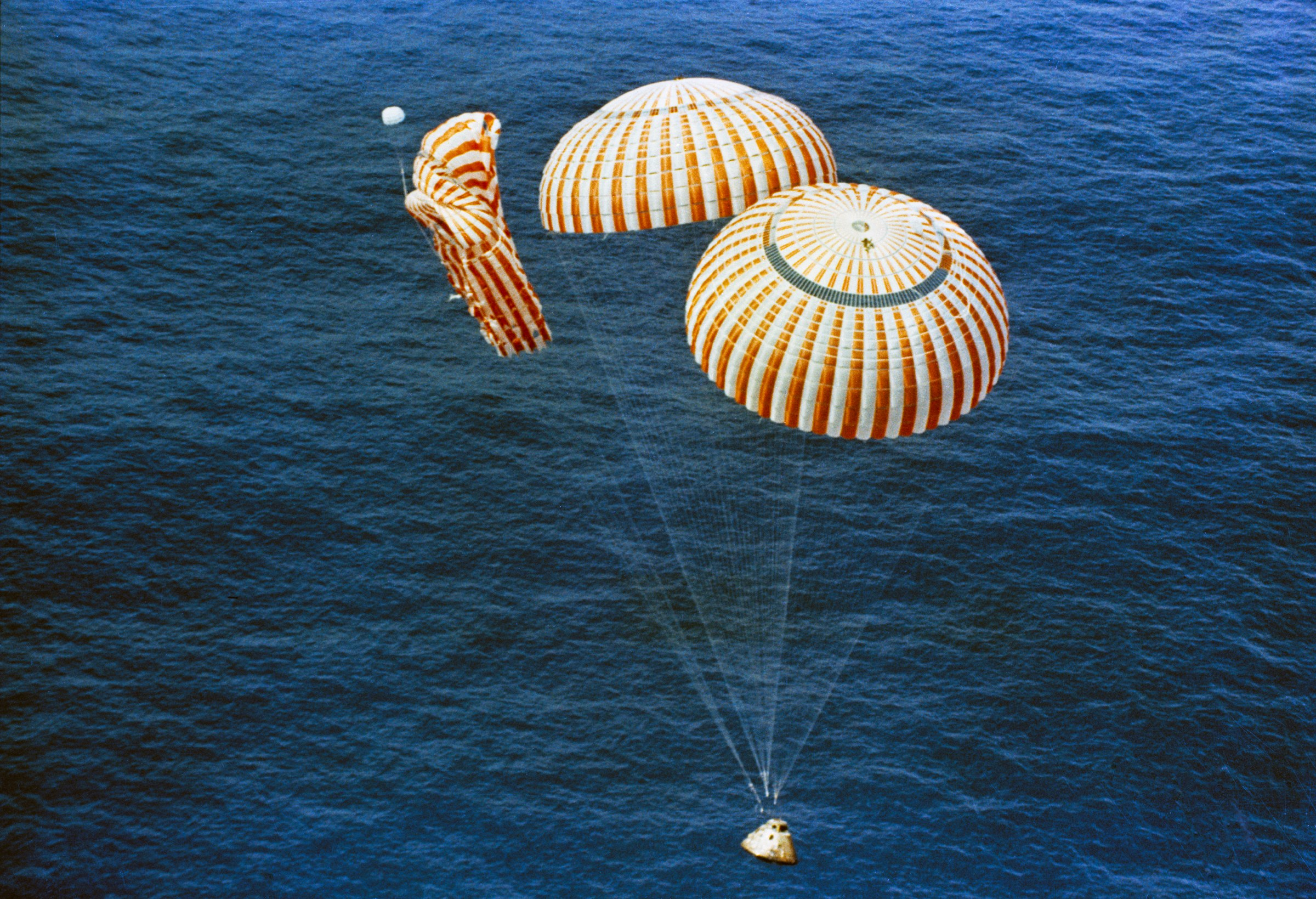
De parachutes bij de landing van Apollo 15

Na de vrije val zal de springer zijn parachute openen op ongeveer 900-1500 meter. Vlak voor de landing remt de parachutespringer van een moderne parachute af met zijn stuurlijnen. Daarmee wordt de horizontale beweging in een opwaartse kracht (liftkracht) omgezet. Er is dan bijna geen verticale snelheid meer en een geringere horizontale snelheid. Afhankelijk van hoe hard de wind waait stapt de parachutist dan gewoon op de grond, of moet hij nog een stukje flink hardlopen. Er wordt bij voorkeur ook altijd tegen de wind in geland.
Bij de klassieke koepel is er nauwelijks voorwaartse snelheid bij het landen en kan de chute speelbal van de wind worden. De springer wordt dan over de grond gesleept, maar kan de wind dan uit de chute halen door de onderste lijnen naar zich toe te trekken. Daardoor kantelt de koepel en wordt die steeds kleiner tot de springer hem weer onder controle heeft. 
Bij een boomlanding is het verstandig dat de springer eerst zichzelf veilig stelt op een tak, vóór hij de koepel afwerpt. Bij de planning van een waterlanding moet er voor gewaakt worden dat het reddingsvest over het harnas (tuig) wordt gedragen en desondanks de beugel om de chute te openen goed bereikbaar blijft. Als het harnas over het reddingsvest wordt gedragen ontstaat er bij de landing in het water een probleem, doordat het vest zichzelf automatisch opblaast als de zoutpatroon in aanraking met het water smelt. Het parachutespringen boven een kassengebied vraagt extra nauwkeurige navigatie van vlieger en springers, het gebruik van een of meerdere streamers kan daarbij helpen. Een streamer is een stukje hout waar zoveel crêpepapier omheen is gewikkeld (pakweg 3 tot 4 meter) dat de daalsnelheid overeenkomt met de daalsnelheid van de gebruikte parachute.  
Voor het geval dat de parachute niet goed opengaat, heeft een parachutespringer altijd een reserveparachute bij zich. Hij moet dan eerst de hoofdparachute afwerpen ("choppen"), en vervolgens zijn reserveparachute trekken.
In bijna elk parachutesysteem zit tegenwoordig een automatische opener, die op luchtdruk werkt. Die automatische opener grijpt in als de parachutist te lang door blijft vallen. De reserveparachute wordt dan meestal geopend op een hoogte van ongeveer 230 meter.

### Onderdelen en vorm
Een parachute bestaat uit een doek en hanglijnen. Bij gebruik voor personen zijn er de hangriemen en het harnas. Het harnas is het draagstel voor de persoon en heeft een zak (pack) waarin de gevouwen parachute opgeborgen wordt. Het scherm is in verticale richting verdeeld in stroken en horizontale in panelen. Bovenaan is een opening die trilling tegengaat.
De normale, automatische opening voor dropping van militairen, hobbyspringers en materiaal gebeurt door een static line, een koord dat de sluiting van de zak met het vliegtuig verbindt. Deze static Line opent het pack waarna door de valsnelheid een speciaal aangebracht breekkoordje breekt en de verbinding tussen de parachute en het vliegtuig verbroken wordt. Bij het openen van het pack ontsnapt een pilot chute, die als luchtanker fungeert. De parachute wordt nog in de sleeve door dat luchtanker en de valbeweging van de parachutist uit het pack getrokken. Als die geheel uitgetrokken is trekt de pilot chute de sleeve van de parachute en de parachute opent zich relatief langzaam boven de springer doordat de sleeve een snelle opening verhindert. De pilot chute met de sleeve zal daarna werkloos op de parachute neerdalen.
De opening van het scherm bij het sportparachutespringen in vrije val gebeurt door aan een handgreep te trekken.

### Werking van de parachute
Een ronde parachute vertraagt de snelheid van de parachutespringer doordat de luchtweerstand bij het openen van de parachute veel groter wordt. Een variant van de koepelparachute was de "Dubbel-L"-parachute. Dit valscherm had twee L-vormige openingen aan de linker- en rechterachterzijde van de koepel. Deze openingen veroorzaakten een beperkte mate van voortstuwing. De voorwaartse snelheid zorgde ervoor dat door de bolvorm van de chute er enige lift ontstond (als bij een vliegtuigvleugel), zodat de valsnelheid afnam. Door een van deze gaten door middel van stuurlijnen dicht te trekken nam aan die kant de voortstuwing af, terwijl aan de andere kant de voortstuwing intact bleef en de koepel draaide. Hierdoor was de "dubbel-L"-parachute bestuurbaar. Moderne "square" parachutes werken volgens het principe van de vliegtuigvleugel. De voorwaartse snelheid buigt de lucht naar beneden af en creëert zo een opwaartse kracht. Deze moderne parachutes zijn veel kleiner en vliegen sneller en verder en landen zachter dan hun ronde voorgangers.
Ook hier wordt begonnen door een klein parachuutje uit te werpen, de pilot chute. Aan de pilot chute zit een lijn (een bridle) die de bag met daarin de hoofdparachute uit het rig (de rugzak) trekt. De hoofdparachute wordt uit de bag getrokken.
Als de parachute opengaat, oefenen de lijnen van de parachute gedurende korte tijd een grote opwaartse kracht uit op de vallende parachutespringer, waardoor de snelheid sterk afneemt. Deze kracht is meerdere malen de sterkte van de zwaartekracht. Dit wordt de openingsschok genoemd. De lijnen moeten daarom zeer sterk zijn. Voor de springer is het voelen van de openingsschok een bevestiging dat de parachute open is gegaan.

### Storingen van de parachute
Het voordeel van de parachutes is dat er nagenoeg geen storingen optreden.
Een beginner in de sport wordt geleerd een para-landing fall te maken om geen breuken op te lopen. Een ervaren parachutist lukt het om de parachute zo af te remmen (flaren genoemd) dat hij gewoon af kan stappen, of slechts een paar passen hoeft te lopen.
Een van de mogelijke storingen is dat bij het openen van de parachute er een lijn over de bovenkant van de parachute loopt, line over genoemd, waardoor de parachute niet volledig opengaat. Soms komt de parachute helemaal niet tevoorschijn.
Voor de meeste storingen geldt dat de hoofdparachute moet worden afgeworpen en geland moet worden met de reserveparachute. De kans dat de reserveparachute ook niet opengaat is zo goed als nihil. Dit komt doordat de bag helemaal wordt afgeworpen (dit wordt freebag genoemd) en de reserveparachute gevouwen is door een specialist, de rigger, in tegenstelling tot de hoofdparachute die meestal gevouwen wordt door de parachutist zelf.
Toch gebeuren er bij de parachutesport ongelukken. In Nederland was er in 2004 gemiddeld één blessure op elke 1448 sprongen. In 1995 bedroeg dat één blessure op de 991 sprongen. Verder valt er in Nederland gemiddeld jaarlijks één dode. De ernstigste en dodelijke ongevallen gebeuren meestal doordat de parachutist verkeerd vliegt met een goed geopende parachute, waarbij hij bijvoorbeeld botst met een andere parachutist.

### Andere toepassingen

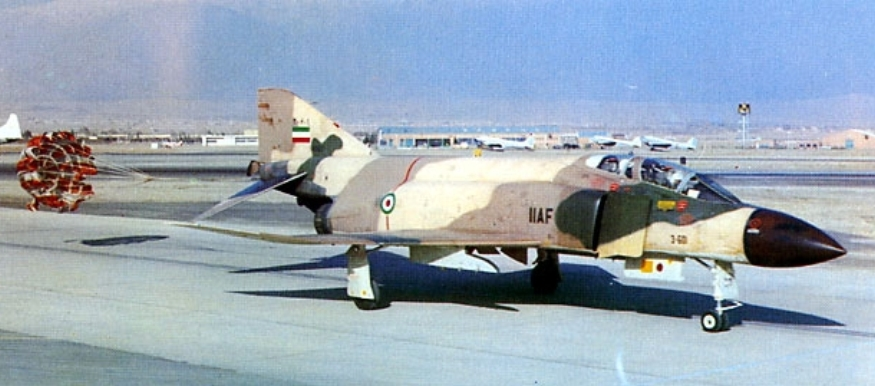
Een F-4 Phantom II wordt na de landing afgeremd door middel van een remparachute

Wellicht de grootste parachute ter wereld werd door het Russische bedrijf Parachutostroenja gemaakt voor het gecontroleerd laten neerdalen van de opstuwraketten van de Russische spaceshuttle Boeran. De Boeran is echter het ontwikkelingsstadium nooit voorbijgekomen, waarna een nieuwe toepassing werd gevonden voor de stuwraketten van de Europese raket Ariane V. De parachute heeft een diameter van 48 meter (groter dan een flinke circustent) en zorgt ervoor dat de uitgebrande opstuwraket, die dan nog altijd een gewicht heeft van ongeveer 40 ton, met een snelheid van niet meer dan 25 m/s in de oceaan plonst. Zonder parachute zou dit 200 tot 350 m/s zijn. Voordat de parachute geopend wordt, zorgt een cluster van drie kleinere parachutes ervoor dat de valsnelheid van de stuwraket zover wordt verlaagd, dat de bovengenoemde hoofdparachute geopend kan worden zonder dat de krachten te groot worden.

#### Remparachute
De remparachute wordt gebruikt in militaire straaljagers en in het verleden bij de space shuttle. Hij wordt in de staart van het vliegtuig aangebracht en geopend net na de landing om de uitrolafstand in te korten. De remparachute wordt ook toegepast bij "dragrace auto's".
Vanuit de cabine kan er een pen losgetrokken zodat de strak ingevouwen parachute vrijkomt.

### Reven van de parachute
Een parachute krijgt de grootste belasting te verwerken gedurende de opening. In het algemeen wordt ernaar gestreefd om de openingsschok te beperken tot drie maal het gewicht van de lading. Als de snelheid vóór de opening te groot is wordt er gebruikgemaakt van een reeflijn. Deze wordt door de buitenrand van de parachute geregen en is zo kort dat de parachute niet tot zijn maximale diameter open kan gaan. Na enkele seconden, als de snelheid voldoende is afgenomen wordt deze reeflijn met een tijdmechanisme doorgeknipt waarna de parachute zich alsnog tot zijn maximale diameter kan openen. Indien nodig kan dit proces zelfs in meer stappen plaatsvinden.

### Wetenschappelijke benadering

#### Fysica
Als de daalsnelheid constant geworden is geldt: {\displaystyle F_{z}=F_{w}} Voor de luchtwrijving geldt {\displaystyle F_{w}=1/2*C_{w}*\rho *A*v^{2}} Het is mogelijk om door middel van een formule uit te rekenen wat de daalsnelheid ongeveer is van een parachute. Hieronder staat de formule die je uit de bovenstaande kunt afleiden voor een halvebol-vormige parachute. De daalsnelheid van de klassiek militaire koepelvormige parachutes ligt om en bij de 5 m/s of 18 km/u. Dit komt overeen met een sprong van een hoogte van ongeveer 1,3 meter.
{\displaystyle v={\sqrt {\frac {2F_{z}}{\rho .C_{w}.A}}}}
hierbij geldt:
v = snelheid in meter per seconde (m/s)
{\displaystyle F_{z}} = het totale gewicht van de parachute met alles wat eronder hangt in newton (N)
ρ = luchtdichtheid op de hoogte waar de parachute zich op dat moment bevindt (op zeeniveau ongeveer 1,225 kg/m3)
Cw = weerstandscoëfficiënt (ca 0,8 bij een parachute zonder luchtgaten of sleuven erin)
A = totale oppervlakte van het parachutedoek (in m2). Dit is iets anders, en altijd groter, dan het frontale oppervlak tijdens de vlucht. Het doekoppervlak wordt als norm gebruikt voor Cw o.a. omdat daardoor beter de efficiëntie van verschillende soorten parachutes vergeleken kan worden.
Deze formule laat zien dat de weerstand van een parachute tijdens de constante daalsnelheid gelijk is aan de aantrekkingskracht van de aarde op de combinatie van de parachute samen met het voorwerp wat er onder hangt.
Op basis van bovenstaande en enkele meteorologische gegevens is het mogelijk om diverse geautomatiseerde berekeningen uit te voeren voor de parachutisten en voor de piloten van het vliegtuig.
Enkele voorbeelden hiervan zijn:
- Het berekenen van het exitpunt
- Het berekenen van de lengte en positie van de jumprun
- Het berekenen of er met de huidige weersomstandigheden wel of niet gesprongen kan worden

De gegevens die hiervoor worden gebruikt zijn de METAR, de TAF en het Weerbulletin Kleine luchtvaart.

#### Geneeskunde
Er is tot heden geen enkele gerandomiseerde studie verricht naar de efficiëntie van parachutegebruik om ernstige letsels te voorkomen bij een val van meer dan 100 meter.